# .eg
‎.eg‏ دامنه اینترنتی اختصاص داده شده به مصر است.

## زیردامنه‌ها
- .eun.eg برای شبکه دانشگاه‌های مصر
- .edu.eg برای وب‌گاه‌های آموزشی
- .gov.eg برای وب‌گاه‌های دولتی
- .com.eg برای وب‌گاه‌های بازرگانی
- .org.eg برای سازمان‌های مصری
- .net.eg برای شبکه‌ها
- .mil.eg برای وب‌گاه‌های نظامی